# Villers-sur-Auchy
Villers-sur-Auchy – miejscowość i gmina we Francji, w regionie Hauts-de-France, w departamencie Oise.
Według danych na rok 1990 gminę zamieszkiwało 287 osób, a gęstość zaludnienia wynosiła 33 osoby/km² (wśród 2293 gmin Pikardii Villers-sur-Auchy plasuje się na 712 miejscu pod względem liczby ludności, natomiast pod względem powierzchni na miejscu 553).